# Pascual Díaz y Barreto
Pascual Díaz y Barreto SI (ur. 22 czerwca 1876 w Zapopanie, zm. 19 maja 1936 w Meksyku) – meksykański duchowny rzymskokatolicki, jezuita, biskup Tabasco i arcybiskup meksykański.

## Biografia

### Pochodzenie i prezbiteriat
Urodził się w indiańskiej rodzinie, należącej do grupy etnicznej Huiczoli. W 1887 rozpoczął naukę w szkole muzycznej w Kolegium Apostolskim. W tym samym roku przeniósł się do Guadalajary, gdzie wstąpił do niższego seminarium. W 1892 podjął studia teologiczne.
W 1896 lub 17 września 1898 otrzymał święcenia prezbiteriatu. Następnie był profesorem w seminarium w Guadalajarze. 9 października 1903 stał się członkiem Towarzystwa Jezusowego, w którym dokładnie dwa lata później złożył śluby. W kolejnych latach przebywał w Hiszpanii i Belgii, gdzie kontynuował studia, uzyskując doktorat z filozofii. Po powrocie z Europy wykładał filozofię. Przez pewien czas był zmuszony ukrywać się pod przybranym nazwiskiem Luis Barreto przed antyklerykalnymi władzami Meksyku. Po uspokojeniu się sytuacji, w 1916 został przełożonym rezydencji Świętej Rodziny.

### Episkopat
11 grudnia 1922 papież Pius XI mianował go biskupem Tabasco. 2 lutego 1923 w bazylice Matki Bożej z Guadalupe przyjął sakrę biskupią z rąk arcybiskupa Michoacán Leopoldo Ruiza y Flóresa. Współkonsekratorami byli biskup San Luis Potosí Miguel María de la Mora y Mora oraz biskup pomocniczy meksykański Maximino Ruiz y Flores. 28 lutego 1923 odbył ingres.
Na tym stanowisku zastało go powstanie Cristero. Po zamknięciu kościołów, został mianowany sekretarzem Komitetu Episkopatu. W 1929 wraz z delegatem apostolskim w Meksyku spotkał się z prezydentem Emilio Portesem Gilem, w celu osiągnięcia porozumienia kończącego powstanie. Po spotkaniu udał się do bazyliki w Guadalupe, gdzie zastała go wiadomość o nominacji papieskiej na arcybiskupa Meksyku z 25 czerwca 1929. 28 czerwca 1929 oficjalnie objął archidiecezję.
Jako arcybiskup meksykański potępił obecność protestantyzmu w Meksyku oraz antyklerykalne ustawy rządu. W 1936 opublikował list pasterski, w którym stwierdził, że osoby propagujące i praktykujące socjalizm popełniają grzech śmiertelny. Abp Díaz y Barreto zmarł 19 maja 1936.